# فياض اللاهيجي
فياض اللاهيجي (القرن 11 هـ) هو محدث ومتكلم، نسبته إلى لاهيجان من أعمال غيلان.
هو عبد الرزاق علي بن الحسين الگيلاني اللاهيجي القمي، المشتهر في شعره بفياض. تتلمذ على الملا صدرا الشيرازي. توفي في قم سنة 1051 هـ، وقيل سنة 1072 هـ، وقيل كان حيا سنة 1083 هـ.

## آثاره
من آثاره: «گوهر مراد» و«شرح على بصائر الدرجات للصفار» ، فرغ منه في شوال سنة 1083 هـ بشاه جهان آباد من بلاد الهند.